# The Lost World: Jurassic Park
The Lost World: Jurassic Park (ook wel Jurassic Park 2 genoemd) is een Amerikaanse film uit 1997. Het is de opvolger van de film Jurassic Park uit 1993. De film is een sciencefiction-avonturenfilm naar de roman The Lost World van Michael Crichton.

## Verhaal

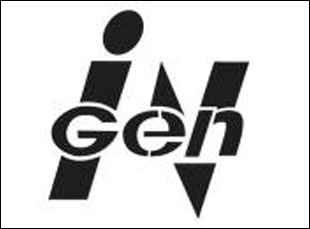
Logo van InGen

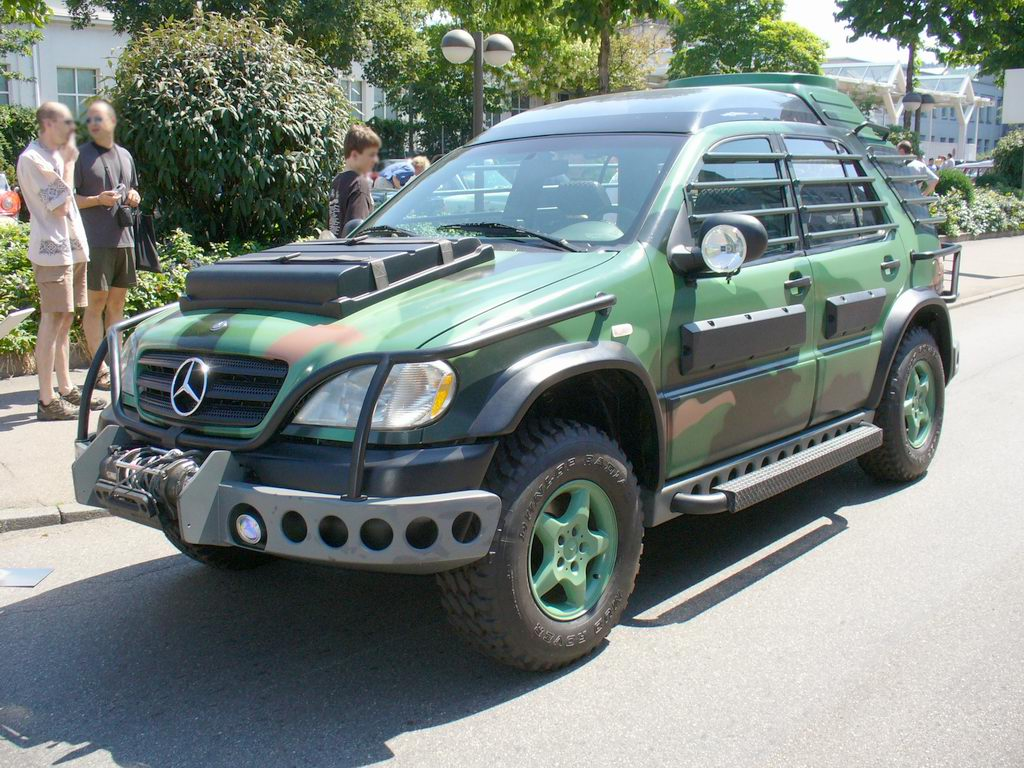
De Mercedes-Benz W163 die wordt gebruikt in de film. De wagen maakt deel uit van de voertuigen van Hammonds team

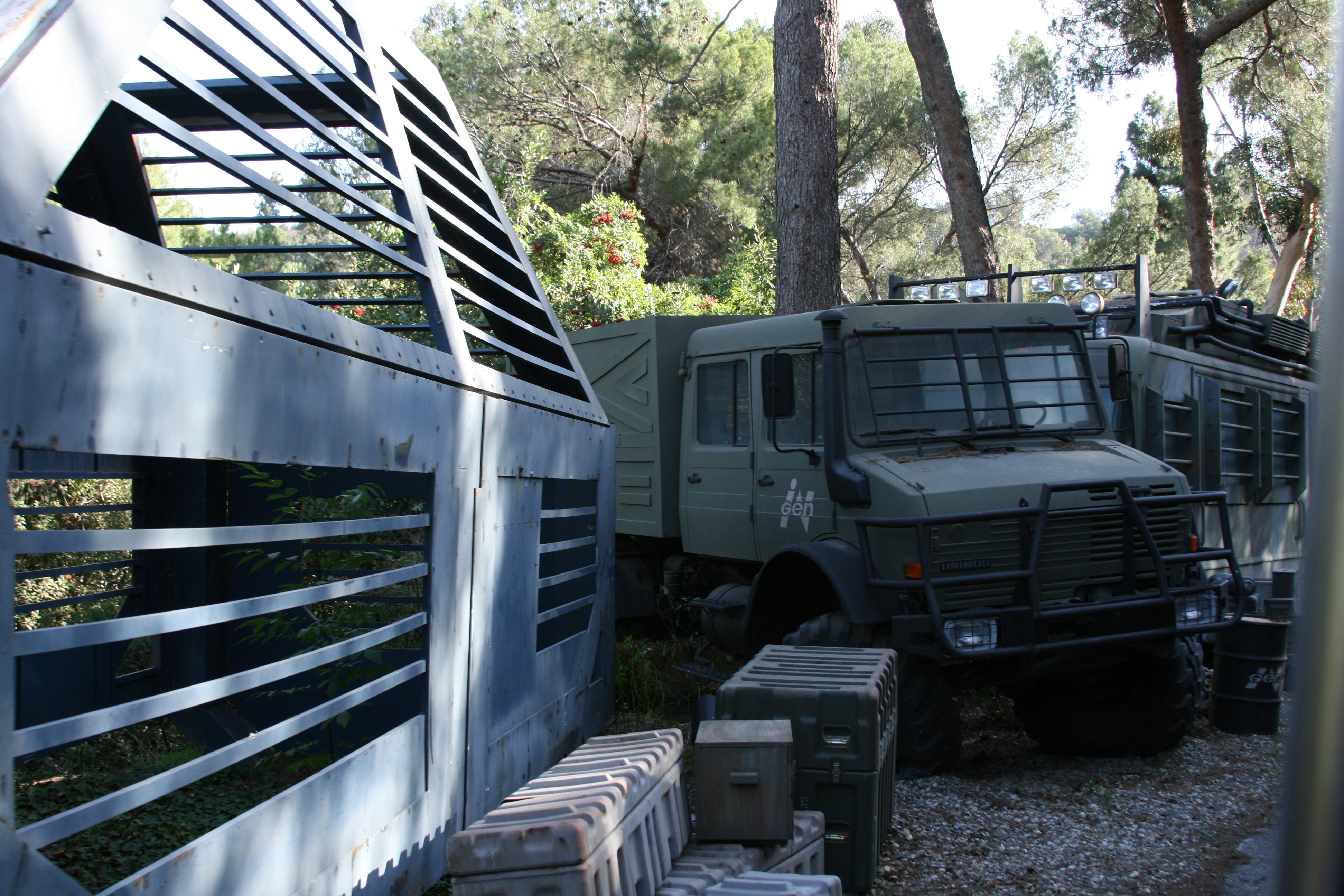
De voertuigen en het materiaal (zoals een grote kooi) van het team van InGen

Ian Malcolm wordt uitgenodigd bij John Hammond. Die vertelt hem dat er, naast het eiland waar Jurassic Park gebouwd werd (Isla Nublar), nog een tweede eiland bestaat, Isla Sorna (Site B), is waar dinosauriërs werden gekweekt voordat ze naar het park gingen. Nadat orkaan Clarissa Site B zwaar toetakelde, was men genoodzaakt de dinosauriërs vrij te laten op het eiland. Normaal gezien kunnen de dinosaurussen niet leven zonder dat de eigenaar van de parken, InGen, hun lysine geeft. Het blijkt echter dat Malcolm gelijk had en het leven een manier vindt om verder te bestaan: herbivoren eten lysine-rijk voedsel en carnivoren eten herbivoren.
Een Britse familie komt tijdens een cruise toevallig terecht op Site B, maar hun dochtertje wordt aangevallen door een groep Procompsognathussen. Desondanks was de raad van bestuur van InGen van plan om het incident in Jurassic Park en het bestaan van Site B geheim te houden. Ondertussen is John Hammond immers niet meer de voorzitter van InGen. Hij kan dus niet meer verhinderen dat de raad van bestuur een expeditie naar Site B organiseert.
Hammond stuurt op zijn beurt een team van wetenschappers naar de plek om het eiland in kaart te brengen en een verslag te schrijven zodat de volledige wereld weet hoe de dinosauriërs die hele tijd geleefd hebben. Het team bestaat uit paleontoloog dr. Sarah Harding, fotograaf Nick Van Owen, materiaalspecialist Eddie Carr en mathematicus dr. Ian Malcolm. Malcolm is in eerste instantie tegen het sturen van een expeditie naar het eiland, omdat hij vreest dat er zich een herhaling zal voordoen van de incidenten op het eerste eiland. Maar omdat Sarah, met wie hij een relatie heeft, al op het eiland is aangekomen besluit hij mee te reizen om haar van het gevaar te behoeden. Ook zijn dochter Kelly reist mee als verstekeling in een van de trailers.
Eenmaal gearriveerd vindt Malcolm zijn vriendin Sarah en discussiëren ze over hun verblijf op het eiland. Uiteindelijk merken de expeditieleden dat ook het team van Peter Ludlow, de rijke hebzuchtige neef van Hammond die ondertussen gekozen is als nieuwe voorzitter van InGen, ook gearriveerd is op het eiland. Dit team is echter niet van plan om de dino's te bestuderen, maar om ze te vangen en daarmee een nieuw park te bouwen. Roland Tembo, leider van het team, wil een mannelijke volwassenen Tyrannosaurus vangen. Het team vangt tijdens hun aankomst meerdere dieren en gaat naar het nest van de Tyrannosaurus, waar ze het jong gebruiken om een val op te zetten. Malcolm en zijn team bevrijden intussen alle dieren die het team had gevangen, waardoor het volledige kamp wordt verwoest. Ze redden het jong van de Tyrannosaurus, dat zijn poot gebroken heeft, en brengen het naar hun trailer om het te verzorgen.
Malcolm stapt met zijn dochter Kelly in een veiligheidskooi die meters boven de grond hangt, maar al snel merken ze dat de Tyrannosaurussen naderen in de richting van de trailers. Malcolm rent naar de trailer, waar de dino's aankomen en het jong terug willen. Het jong komt opnieuw veilig terecht bij zijn ouders. De twee ouders duwen de trailer van een klif, en hoewel Eddie op tijd is om Malcolm, Sarah en Nick te redden, vallen de Tyrannosaurussen Eddie aan tijdens de redding, waardoor hij opgegeten wordt.
Om terug in contact te komen met de buitenwereld zien de expeditieleden zich genoodzaakt om naar het centrum van het eiland te trekken en daar te proberen met oud materiaal van InGen het vasteland te contacteren. Het centrum van het eiland is daarentegen het territorium van de velociraptors.
Het lukt uiteindelijk om contact te maken met het vasteland en ze kunnen van het eiland ontsnappen. Ondertussen is toch de mannelijke Tyrannosaurus gevangen, die  wordt verscheept naar San Diego om daar in het nieuwe park tentoon te stellen. Als het schip in de haven aankomt, blijkt dat iedereen die aan boord was, dood is. Bij het openen van het luik waar de Tyrannosaurus in zit, ontsnapt deze en laat in de stad een spoor van vernieling achter, op zoek naar zijn jong. Ian ontdekt waar het jong verblijft en steelt het, zodat vader en kind weer worden herenigd. Ludlow volgt Ian en Sarah op het schip en wil zijn jong terug, Ian en Sarah springen overboord en Ludlow hoort geluiden vanuit het laadruim, Ludlow gaat het laadruim in, hij vindt de muilkorf op de grond liggen en dan ziet Ludlow het jong en hij wil hem proberen te vangen. De volwassen Tyrannosaurus keert terug en Ludlow probeert langs het dier uit het laadruim te komen smekend "wacht wacht", maar de Tyrannosaurus breekt zijn been en plaatst hem voor het jong, dat zo zijn eerste prooi kan opeisen. De twee Tyrannosaurussen worden terug verscheept naar het eiland, waar ze rustig en ongestoord verder kunnen leven.

## Rolverdeling
| Acteur               | Personage           | Opmerkingen                                                                        |
| -------------------- | ------------------- | ---------------------------------------------------------------------------------- |
| Jeff Goldblum        | Dr. Ian Malcolm     | Wiskundige en chaostheoreticus                                                     |
| Julianne Moore       | Dr. Sarah Harding   | Vriendin van Ian Malcolm en gedragspaleontologe                                    |
| Pete Postlethwaite   | Roland Tembo        | Een jager                                                                          |
| Arliss Howard        | Peter Ludlow        | Neefje van Hammond en rijke eigenaar van InGen                                     |
| Richard Attenborough | John Hammond        | Voormalig eigenaar van InGen                                                       |
| Vince Vaughn         | Nick Van Owen       | Documentairemaker, fotojournalist en milieuactivist                                |
| Vanessa Lee Chester  | Kelly Curtis        | Dochter van Ian Malcolm                                                            |
| Peter Stormare       | Dieter Stark        |                                                                                    |
| Harvey Jason         | Ajay Sidhu          |                                                                                    |
| Richard Schiff       | Eddie Carr          |                                                                                    |
| Thomas F. Duffy      | Dr. Robert Burke    |                                                                                    |
| Joseph Mazzello      | Tim Murphy          | Kleinzoon van John Hammond                                                         |
| Ariana Richards      | Alexis "Lex" Murphy | Kleindochter van John Hammond                                                      |
| Thomas Rosales jr.   | Carter              |                                                                                    |
| Camilla Belle        | Cathy Bowman        | Dochter van rijke familie die op vakantie met jacht op het Isla Sorna-eiland stuit |
| Cyd Strittmatter     | Deirdre Bowman      |                                                                                    |
| Robin Sachs          | Paul Bowman         |                                                                                    |
| Ross Partridge       |                     | Nieuwsgierige man                                                                  |
| Ian Abercrombie      |                     | Butler                                                                             |
| David Sawyer         |                     | Arbeider                                                                           |
| Geno Silva           | Carlos              | Kapitein binnenschip                                                               |
| Alex Miranda Cruz    |                     | Zoon van kapitein binnenschip                                                      |
| Billy Brown          |                     | Werknemer van InGen                                                                |
| Colton James         | Benjamin            |                                                                                    |
| Carey Eidel          |                     | Vader van Benjamin                                                                 |
| Katy Boyer           |                     | Moeder van Benjamin                                                                |

## Dinosauriërs
In deze film komen de volgende dinosauriërs en pterosauriërs voor:
- Gallimimus
- Mamenchisaurus
- Pachycephalosaurus
- Parasaurolophus
- Procompsognathus
- Pteranodon
- Stegosaurus
- Triceratops
- Tyrannosaurus rex
- Velociraptor

## Achtergrond
De film speelt verder in op de gebeurtenissen van de eerste film (Jurassic Park), dit keer met nog meer speciale effecten dan zijn voorganger. De regie is wederom in handen van Steven Spielberg. De muziek is ook weer verzorgd door John Williams, die bijna alle films van Spielberg voorziet van een soundtrack. Grote afwezigen zijn de hoofdrolspelers van de eerste film, Sam Neill en Laura Dern. In de derde film hebben zij wel een rol.
De film bracht wereldwijd bijna 619 miljoen dollar op en het was daarmee na Titanic de lucratiefste film van dat jaar. In de Verenigde Staten bracht de film in het openingsweekend ruim 72 miljoen dollar op, waarmee Batman Forever, die 52,8 miljoen dollar opbracht in eenzelfde periode, ruim werd overtroffen. Het record hield 4,5 jaar stand tot de première van Harry Potter en de Steen der Wijzen in 2001.
Dit tweede deel werd minder goed ontvangen door critici. Sommigen noemden het de slechtste film van Spielberg. Op de Internet Movie Database had de film anno 2015 een score van 6,5 op 10.

## Prijzen en nominaties
De film werd genomineerd voor een Oscar voor Beste Visuele Effecten maar won deze uiteindelijk niet. De film werd tevens genomineerd voor een MTV Movie Award voor de Beste Actiescène. De actiescène die bedoeld wordt is die waarin de tyrannosaurus in de straten van San Diego op zoek is naar zijn jong.

## Soundtrack
Alle muziek is geschreven door John Williams.
| 1.                 | The Lost World                 | 3:33 |
| 2.                 | The Island Prologue            | 5:03 |
| 3.                 | Malcolm's Journey              | 5:44 |
| 4.                 | The Hunt                       | 3:30 |
| 5.                 | The Trek                       | 5:23 |
| 6.                 | Finding Camp Jurassic          | 3:03 |
| 7.                 | Rescuing Sarah                 | 4:01 |
| 8.                 | Hammond's Plan                 | 4:30 |
| 9.                 | The Raptors Appear             | 3:43 |
| 10.                | The Compys Dine                | 5:07 |
| 11.                | The Stegosaurus                | 5:20 |
| 12.                | Ludlow's Demise                | 4:27 |
| 13.                | Visitor in San Diego           | 7:37 |
| 14.                | Finale and Jurassic Park Theme | 7:54 |
| Totale duur: 68:52 |                                |      |

## Trivia
- In feite zijn er vijf eilanden in de buurt van Costa Rica, Isla Matanceros, Isla Muerta, Isla Pena, Isla Sorna, en Isla Tacaño. Deze worden door de lokale bevolking "De Vijf Doden" genoemd. Dit berust op een oud indiaans verhaal van een krijger die ter dood veroordeeld werd en mocht kiezen welke straf hem tot de dood zou leiden. Dit wordt deels vernoemd in de film.
- De naam van het schip dat de dinosaurus naar San Diego bracht, de S.S. Venture, is een hommage aan het schip dat King Kong naar New York bracht in de gelijknamige films.
- Dit is de eerste film van Universal Pictures waarbij het nieuwe logo van het bedrijf wordt gebruikt. Tot in 2010 is het logo in gebruik geweest.
- Scriptschrijver David Koepp heeft een cameo in de film, hij is de man die wordt opgegeten door de tyrannosaurus in San Diego. Bij de aftiteling wordt hij vermeld als "Unlucky Bastard".
- In de scènes in San Diego zijn er veel "Easter eggs", verwijzend naar films zoals de originele King Kong en de eerste filmadaptatie van The Lost World.